# Västra Styran
Västra Styran är en sjö i Nynäshamns kommun i Södermanland och ingår i Tyresån-Trosaåns kustområde. Sjön har en area på 1,4 kvadratkilometer och ligger 26 meter över havet. Sjön avvattnas av vattendraget Fitunaån.

## Delavrinningsområde
Västra Styran ingår i det delavrinningsområde (654037-161686) som SMHI kallar för Utloppet av Västra Styran. Medelhöjden är 41 meter över havet och ytan är 5,96 kvadratkilometer. Det finns inga avrinningsområden uppströms utan avrinningsområdet är högsta punkten. Avrinningsområdets utflöde Fitunaån mynnar i havet. Avrinningsområdet består mestadels av skog (46 procent), öppen mark (13 procent) och jordbruk (17 procent). Avrinningsområdet har 1,4 kvadratkilometer vattenytor vilket ger det en sjöprocent på 23,4 procent.